# Nieder-Wöllstadt

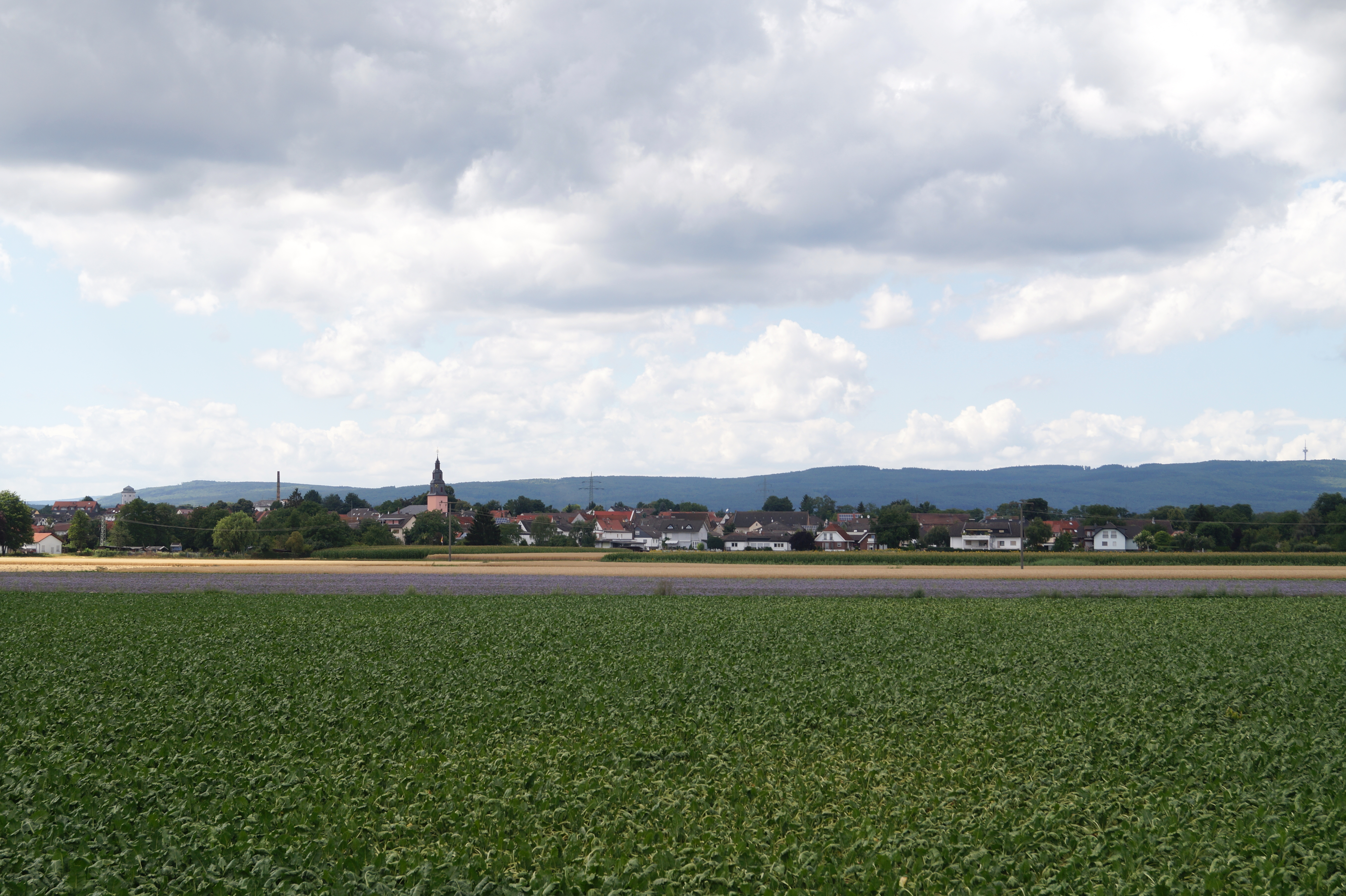
Blick auf Nieder-Wöllstadt von Südwesten 2015, am rechten Bildrand der Steinkopf

Nieder-Wöllstadt ist einer der beiden Ortsteile der Gemeinde Wöllstadt im hessischen Wetteraukreis in Hessen. Der Ort ist Sitz der Gemeindeverwaltung.

## Geografie
Nieder-Wöllstadt liegt zwischen Taunus, Vogelsberg, Main- und Lahntal im südlichen Kreisgebiet. Der Rosbach mündet im Ort in die Nidda.

## Geschichte
Am 1. August 1972 wurden im Zuge der Gebietsreform in Hessen die bisher selbständigen Gemeinden Nieder-Wöllstadt und Ober-Wöllstadt kraft Landesgesetz zur neuen Gemeinde Wöllstadt zusammengeschlossen.

## Bevölkerung
Einwohnerstruktur 2011
Nach den Erhebungen des Zensus 2011 lebten am Stichtag dem 9. Mai 2011 in Nieder-Wöllstadt 3672 Einwohner. Darunter waren 288 (7,8 %) Ausländer. Nach dem Lebensalter waren 612 Einwohner unter 18 Jahren, 1571 zwischen 18 und 49, 807 zwischen 50 und 64 und 645 Einwohner waren älter. Die Einwohner lebten in 1632 Haushalten. Davon waren 474 Singlehaushalte, 498 Paare ohne Kinder und 516 Paare mit Kindern, sowie 114 Alleinerziehende und 30 Wohngemeinschaften. In 282 Haushalten lebten ausschließlich Senioren und in 1167 Haushaltungen lebten keine Senioren.
Einwohnerentwicklung
| Nieder-Wöllstadt: Einwohnerzahlen von 1834 bis 2022 | Nieder-Wöllstadt: Einwohnerzahlen von 1834 bis 2022 | Nieder-Wöllstadt: Einwohnerzahlen von 1834 bis 2022 | Nieder-Wöllstadt: Einwohnerzahlen von 1834 bis 2022 | Nieder-Wöllstadt: Einwohnerzahlen von 1834 bis 2022 |
| --- | --------------------------------------------------- | --------------------------------------------------- | --------------------------------------------------- | --------------------------------------------------- |
| Jahr |                                                     |                                                     |                                                     | Einwohner                                           |
| 1834 | 1834                                                |                                                     | 833                                                 | 833                                                 |
| 1840 | 1840                                                |                                                     | 802                                                 | 802                                                 |
| 1846 | 1846                                                |                                                     | 857                                                 | 857                                                 |
| 1852 | 1852                                                |                                                     | 927                                                 | 927                                                 |
| 1858 | 1858                                                |                                                     | 874                                                 | 874                                                 |
| 1864 | 1864                                                |                                                     | 938                                                 | 938                                                 |
| 1871 | 1871                                                |                                                     | 954                                                 | 954                                                 |
| 1875 | 1875                                                |                                                     | 976                                                 | 976                                                 |
| 1885 | 1885                                                |                                                     | 1.083                                               | 1.083                                               |
| 1895 | 1895                                                |                                                     | 1.169                                               | 1.169                                               |
| 1905 | 1905                                                |                                                     | 1.292                                               | 1.292                                               |
| 1910 | 1910                                                |                                                     | 1.340                                               | 1.340                                               |
| 1925 | 1925                                                |                                                     | 1.557                                               | 1.557                                               |
| 1939 | 1939                                                |                                                     | 1.576                                               | 1.576                                               |
| 1946 | 1946                                                |                                                     | 2.129                                               | 2.129                                               |
| 1950 | 1950                                                |                                                     | 2.385                                               | 2.385                                               |
| 1956 | 1956                                                |                                                     | 2.504                                               | 2.504                                               |
| 1961 | 1961                                                |                                                     | 2.626                                               | 2.626                                               |
| 1967 | 1967                                                |                                                     | 3.072                                               | 3.072                                               |
| 1970 | 1970                                                |                                                     | 3.031                                               | 3.031                                               |
| 1980 | 1980                                                |                                                     | ?                                                   | ?                                                   |
| 1990 | 1990                                                |                                                     | ?                                                   | ?                                                   |
| 2000 | 2000                                                |                                                     | ?                                                   | ?                                                   |
| 2011 | 2011                                                |                                                     | 3.672                                               | 3.672                                               |
| 2022 | 2022                                                |                                                     | 4.125                                               | 4.125                                               |
| Datenquelle: Historisches Gemeindeverzeichnis für Hessen: Die Bevölkerung der Gemeinden 1834 bis 1967. Wiesbaden: Hessisches Statistisches Landesamt, 1968. Weitere Quellen: LAGIS; Zensus 2011; 2022 |                                                     |                                                     |                                                     |                                                     |

Historische Religionszugehörigkeit
| • 1961: | 1831 evangelische (= 69,73 %), 727 katholische (= 27,68 %) Einwohner |

## Kulturdenkmäler
Siehe: Liste der Kulturdenkmäler in Nieder-Wöllstadt

## Öffentliche Einrichtungen und Infrastruktur
Im Ort gibt es:
- die Kindertagesstätte Abenteuerland
- einen Sportplatz
- die Fritz-Erler-Schule Wöllstadt, eine Grundschule
- die katholische Pfarrkirche St. Paulus
- die evangelische Kirchengemeinde
- einen jüdischen Friedhof

Im Ort treffen sich die Bundesstraße 3 und die Bundesstraße 45. Nieder-Wöllstadt hat einen S-Bahnhof an der Main-Weser-Bahn.

## Söhne und Töchter von Nieder-Wöllstadt
- Georg Stoll (1801–1855), Ökonom und Politiker, Abgeordneter der 2. Kammer der Landstände des Großherzogtums Hessen
- Conrad Heinrich Bausch (1814–1894), hessischer Landtagsabgeordneter
- Friedrich Weith (1837–1907), Abgeordneter der 2. Kammer der Landstände des Großherzogtums Hessen
- Helmut G. Schütz (* 1938), Kunstwissenschaftler und Autor
- Dieter Wolf (* 1956), Historiker und Illustrator